# Зеб'юлон (Північна Кароліна)
Зеб'юлон (англ. Zebulon) — місто (англ. town) в США, в округах Вейк, Джонстон і Неш штату Північна Кароліна. Населення — 6903 особи (2020).

## Географія
Зеб'юлон розташований за координатами 35°49′51″ пн. ш. 78°19′1″ зх. д. / 35.83083° пн. ш. 78.31694° зх. д. (35.830755, -78.316995).  За даними Бюро перепису населення США в 2010 році місто мало площу 10,78 км², з яких 10,72 км² — суходіл та 0,06 км² — водойми.

## Демографія
Згідно з переписом 2010 року, у місті мешкали 4433 особи в 1655 домогосподарствах у складі 1138 родин. Густота населення становила 411 осіб/км².  Було 1862 помешкання (173/км²).
Расовий склад населення:
| - 47,3 % — білих - 38,6 % — чорних або афроамериканців - 1,0 % — азіатів - 0,5 % — корінних американців - 8,9 % — осіб інших рас |

До двох чи більше рас належало 3,6 %. Частка іспаномовних становила 15,9 % від усіх жителів.
За віковим діапазоном населення розподілялося таким чином: 28,2 % — особи молодші 18 років, 58,7 % — особи у віці 18—64 років, 13,1 % — особи у віці 65 років та старші. Медіана віку мешканця становила 35,3 року. На 100 осіб жіночої статі у місті припадало 84,6 чоловіків;  на 100 жінок у віці від 18 років та старших — 79,4 чоловіків також старших 18 років.
Середній дохід на одне домашнє господарство  становив 56 028 доларів США (медіана — 51 717), а середній дохід на одну сім'ю — 60 859 доларів (медіана — 52 724). За межею бідності перебувало 21,2 % осіб, у тому числі 36,0 % дітей у віці до 18 років та 14,5 % осіб у віці 65 років та старших.
Цивільне працевлаштоване населення становило 2057 осіб. Основні галузі зайнятості: роздрібна торгівля — 18,5 %, освіта, охорона здоров'я та соціальна допомога — 16,5 %, виробництво — 14,5 %.